# Centropogon luteus
Centropogon luteus är en klockväxtart som beskrevs av Franz Elfried Wimmer. Centropogon luteus ingår i släktet Centropogon och familjen klockväxter. Inga underarter finns listade i Catalogue of Life.